# Towarzystwo Szkoły Ludowej

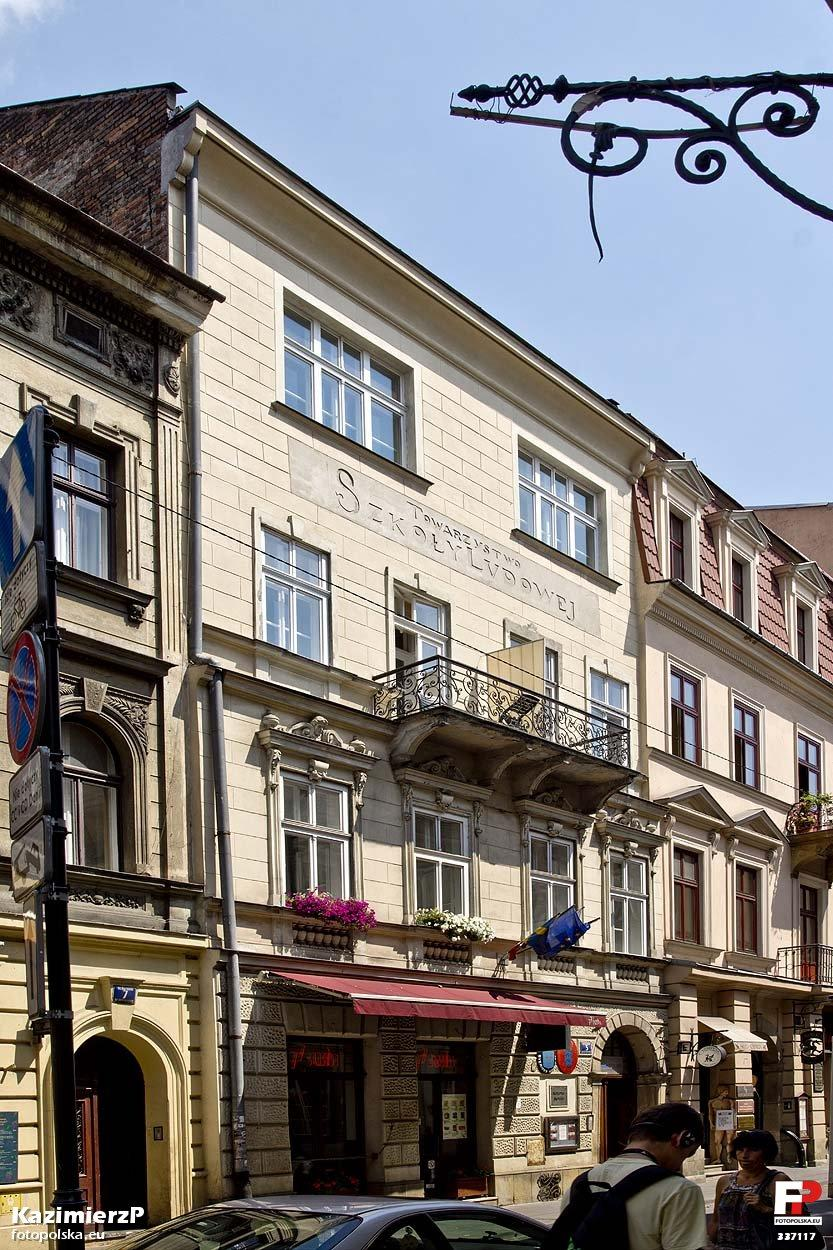
Budynek siedziby Towarzystwa Szkoły Ludowej przy ulicy św. Anny w Krakowie, stan współczesny

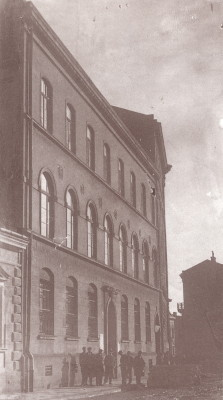
Siedziba TSL w Tarnopolu

Towarzystwo Szkoły Ludowej (TSL) – organizacja oświatowa działająca w latach 1891–1940 na terenie Galicji, a następnie w południowej i wschodniej części II Rzeczypospolitej; inicjatorem utworzenia towarzystwa i jego pierwszym prezesem był Adam Asnyk.

## Powstanie
Według opracowania Zwiercan-Witkowskiej, TSL powstało w trakcie obchodów 100. rocznicy Konstytucji 3 maja w 1891 roku na terenie Galicji. W październiku 1890 r. w Krakowie zebrał się komitet obchodowy pod przewodnictwem Mieczysława Pawlikowskiego (redaktora „Nowej Reformy”). Na zebraniu Michał Danielak zawnioskował o powołanie towarzystwa oświatowego na wzór czeskiej Maticy Školskiej oraz niemieckiego Schulvereinu. Zadaniem towarzystwa miała być obrona kultury polskiej, głównie na kresach polskich. 29 kwietnia 1891 r. powołano komisję statutową, którą tworzyli Ernest Adam, Lesław Boroński, Michał Danielak, Adam Doboszyński, Mieczysław Pawlikowski i Ludomir Benedyktowicz. Ten ostatni zaproponował nazwę Towarzystwo Szkoły Ludowej; przyjęto też hasło „przez oświatę do wolności”.
Statut został zatwierdzony reskryptem ministerstwa z dnia 21 stycznia 1892 roku. Według relacji Kuriera Lwowskiego: „Jako cel główny wytknęło sobie Towarzystwo pomaganie gminom w zakładaniu szkól ludowych, przez udzielanie jednorazowych bezzwrotnych datków lub bezprocentowych pożyczek, udzielanie nagród gorliwym nauczycielom ludowym; wysyłanie wędrownych nauczycieli pomiędzy lud wiejski; zakładanie czytelni bezpłatnych wypożyczalni po wsiach i miasteczkach”.
13 marca 1892 pierwsze Walne Zgromadzenie TSL wybrało pierwszy Zarząd Główny organizacji. Weszli do niego: Ernest Adam, Adam Asnyk (prezes) Wojciech Biechoński, Lesław Boroński (sekretarz), ks. Tadeusz Chromecki, Michał Danielak, Wincenty Jabłoński, Przemysław Kotarski, ks. Józef Kufel, Włodzimierz Lewicki, Józef Łokietek, Mieczysław Pawlikowski, Stanisław Paszkowski, Tadeusz Romanowicz, Jan Rotter, Antoni Ryszard, Jan Skirliński i August Sokołowski (wiceprezes). Do Rady Nadzorczej zostali wybrani: Ernest Bandrowski, Adam Doboszyński, Michał Gołąb, Jan Harajewicz i Jan Albert Popper.

## Cele
Głównym celem Towarzystwa było „szerzenie oświaty wśród ludu polskiego”. Zgodnie ze statutem z 2 lutego 1908 roku był on realizowany przez:
- zakładanie i utrzymywanie polskich szkół ludowych,
- budowanie budynków szkolnych lub pomaganie gminom w zakładaniu szkół ludowych poprzez udzielanie jednorazowych bezzwrotnych dotacji lub bezprocentowych pożyczek
- tworzenie i prowadzenie kursów uzupełniających uczących zawodu
- przekazywanie szkołom ludowym bibliotek i pomocy naukowych
- pomaganie uczącej się młodzieży, przekazywanie jej książek i przyborów szkolnych oraz odzieży
- tworzenie i prowadzenie kursów dla dorosłych analfabetów i młodzieży, która nie mogła uczęszczać do szkoły
- zakładanie i utrzymywanie szkół średnich i seminariów nauczycielskich z językiem wykładowym polskim
- wspieranie dalszego kształcenia się nauczycieli szkół ludowych poprzez organizowanie dla nich kursów i odczytów naukowych oraz przekazywanie im książek, czasopism i innych pomocy naukowych
- nagradzanie nauczycieli szkół ludowych, którzy wyróżniali się w pracy zawodowej oraz działalności oświatowej pozaszkolnej
- zakładanie i utrzymywanie burs, ochronek i ogródków freblowskich
- zakładanie i popieranie czytelni ludowych i wypożyczali książek oraz organizowanie bibliotek publicznych i naukowych w miastach
- zakładanie domów ludowych
- urządzanie uroczystych obchodów rocznic narodowych oraz ludowych koncertów i przedstawień teatralnych
- urządzanie wycieczek ludowych do miejsc wartych zwiedzenia na ziemiach polskich
- wydawanie i finansowanie czasopism ludowych i wydawnictw popularnych
- wydawania własnego czasopisma, poświęconego sprawom Towarzystwa i oświaty ludowej

## Organizacja
Sprawami bieżącymi towarzystwa kierował Zarząd Główny oraz lokalne zarządy kół TSL w miastach, miasteczkach i wsiach. Aby założyć Koło należało zdobyć zgodę Zarządu Głównego, i dostarczyć podanie podpisane przez 20 przyszłych członków, a jeśli było to kolejne Koło w tej miejscowości – 50 podpisów. Członkowie wpłacali składkę roczną w wysokości 1 złr. W 1928 roku członkowie założyciele jednorazowo płacili 200 koron, dożywotni 40 koron, wspierający 12 koron, a zwyczajni 2 korony na rok. Pozostałe fundusze uzyskiwano ze składek członków, od społeczeństwa poprzez dary, zapisy, a także przez organizowanie masowych zbiórek, np. w dniu 3 maja tzw. „Dar Narodowy 3 Maja” i „Dar Grunwaldzki” (zob. niżej).
Najwyższą władzą w Towarzystwie Szkoły Ludowej był Walny Zjazd, który zwoływano zazwyczaj raz do roku na obrady dwudniowe. Gromadził prezydia Kół i Związków Okręgowych oraz delegatów Kół, wybieranych po jednym na każdą pełną pięćdziesiątkę członków. Obradował co roku, zwykle w innym mieście. Jego zadaniem było zatwierdzenie sprawozdania Zarządu, wskazanie potrzeb do realizacji i przekazanie wniosków do realizacji Zarządowi oraz wybranie nowego Zarządu Głównego (w każdym roku następowała zmiana 1/3 członków). Do 1918 roku organizacja Towarzystwa była dwustopniowa – Zarząd Główny i podlegające mu koła, w 1918 roku stworzono szczebel pośredni – zarządy okręgowe.
Członkiem TSL mógł być każdy bez różnicy płci i przekonań politycznych, kogo przyjął zarząd jednego z kół lub Zarząd Główny. Byli nimi Polacy, a także Żydzi. Szeregi organizacji zasilała inteligencja, księża, kupcy, rzemieślnicy, robotnicy oraz chłopi, burżuazja i ziemiaństwo. Tak mocno podkreślana apolityczność miała ten skutek że w jego działalność początkowo angażowali się działacze o różnych sympatiach politycznych. Tytułem przykładu można podać, że w jego pracach uczestniczyli m.in. działacze związani z obozem narodowo-demokratycznym (Ernest Adam, Zdzisław Próchnicki, Zygmunt Miłkowski, Zygmunt Balicki, Stanisław Rymar, Stefan Natanson, Stanisław Głąbiński, Karol Wojnar), ruchem ludowym (Jan Dąbski, Andrzej Średniawski, Michał Danielak, Jan Rączkowski, Jan Madejczyk, Gabriel Dubiel, Franciszek Bardel, Franciszek Maślanka, Wacław Dunin-Wąsowicz, Andrzej Rutkowski, Władysław Kiernik, Wincenty Witos, Jan Stapiński) i ruchem socjalistycznym (Zofia Daszyńska-Galińska, Bronisław Urbanowicz, Aniela Górzycka, Krzysztof Bobrowski, Jan Czmiel, Aleksandra Hudecówna, Józef Kalinowski, Jan Łyczawski, Stanisław Marecki). Na początku XX wieku w organizacji rosły wpływy narodowych demokratów. W 1902 r. stanowili oni 1/3 Zarządu Głównego. W 1909 r. usunęli oni z Zarządu Głównego działaczy Polskiego Stronnictwa Ludowego, przejmując faktycznie kierownictwo organizacji. Od tej pory część kół TSL znajdujących się w opozycji do kierownictwa organizacji przyjmowała nazwę kół TSL im. Tadeusza Kościuszki. W latach 30. Towarzystwo znalazło się pod wpływami rządzącego obozu sanacyjnego. Kolejnymi prezesami Towarzystwa byli: Adam Asnyk (1891–1897), Ernest Tytus Bandrowski(1897–1920) Ernest Adam (1921–1926) i Witold Ostrowski (1927–1939).
Niezależnie od sporów wewnętrznych Towarzystwo szybko się rozwijało. Jak podaje Wincenty Sikora, w stowarzyszeniu potrafiono skupić dużą liczbę ideowych pracowników oświatowych bez względu na przekonania polityczne oraz wytworzyć „typ Polaka TSL-owca, odznaczającego się dużym poczuciem solidarności organizacyjnej”. W 1892 r. było 3467 członków w 23 kołach, w następnym roku były 42 koła skupiające 5816 członków. W latach 1893–1896 liczba kół wynosiła 55, a członków 8749. W pięcioleciu 1897–1902 liczba kół wzrosła do 80, a liczba członków do 14 396 osób. W 1913 roku TSL liczyło 301 kół skupiających 41 702 członków. W 1914 r. odnotowano 513 kół i 42 985 członków. W samym Krakowie w którym mieścił się Zarząd Główny i jego agendy działało 10 kół. Po odzyskaniu niepodległości gdy warunki działania się zmieniły – liczba kół i członków była znacznie mniejsza od przedwojennej.
| stan organizacji | 1923   | 1924   | 1925   | 1926   | 1927   | 1928   | 1929   | 1930   | 1931   | 1932   | 1933   | 1934   | 1935   |
| ---------------- | ------ | ------ | ------ | ------ | ------ | ------ | ------ | ------ | ------ | ------ | ------ | ------ | ------ |
| kół              | 247    | 270    | 291    | 282    | 285    | 287    | 294    | 318    | 332    | 348    | 418    | 446    | 466    |
| członków kół     | 22 473 | 24 321 | 25 956 | 24 321 | 23 821 | 23 536 | 25 832 | 32 425 | 32 048 | 32 009 | 32 257 | 32 570 | 36 670 |
| czytelń          | bd     | bd     | bd     | bd     | 86     | 161    | 623    | 821    | 992    | 983    | 944    | 1 128  | 1 417  |
| członków czytelń | bd     | bd     | bd     | bd     | bd     | bd     | bd     | bd     | bd     | bd     | 29 845 | 31 754 | 39 848 |

Przed 1912 tytuł członków honorowych TSL otrzymali: Ernest Adam, Adam Asnyk, Ernest Bandrowski, Erazm Jerzmanowski, Maria Konopnicka, Zygmunt Miłkowski, Eliza Orzeszkowa, Konrad Prószyński, Maria Siedlecka, przed 1925 zostali wyróżnieni: Aniela Aleksandrowicz, Józef Bilczewski, Hilary Filasiewicz. Podczas Walnego Zjazdu TSL 24–25 maja 1931 godnością członków honorowych TSL zostali wyróżnieni: Józefat Andrzejowski, Bernard Chrzanowski, Józef Świeżyński, Piotr Feliks, Julia Bobrzyna, Tadeusz Czarkowski-Golejewski, książę Witold Czartoryski, Stanisław hr. Badeni, Bronisława Starzeńska, Witold Ostrowski, Zdzisław Próchnicki, dr. J. Gertler, prof. Stefan Surzycki, p. Dadlezowa, dr Tadeusz Dwernicki, dr A Kossowski, A. Lewicka, Stanisław Srokowski, dr Walerian Serbeński, dr Jan Poratyński, Czesław Wójcicki, prof. Stanisław Głąbiński.
Ostatni Zarząd Towarzystwa wybrano na Walnym Zjeździe Delegatów TSL który się odbył w dniach 19 i 20 października 1935 r. w Krakowie. Skład Zarządu wówczas ukształtowany wyglądał następująco: prezes: Witold Ostrowski (Kraków); wiceprezesi: Maria Jaworska (Lwów), Ludwik Osiecki (Kraków), Stefan Uhma (Lwów). sekretarze: Maria Bednarska (Lwów), Marian Cichocki (Kraków), Jan Dreziński (Kraków), Franciszek Sedlaczek (Kraków), skarbnicy: Jan Poratyński (Lwów), Justyn SokuIski (Kraków) oraz członkowie: Henryk Błażewski (Lwów), Antoni Cierniak (Buczkowice), Bolesław Czuchajowski (Kraków), ks. Teofil Długosz (Lwów), Ludwik Dunin (Lwów), Tadeusz Dwernicki Lwów(1936), Marian Gluth (Kraków), Emil Język (Bochnia), Kazimierz Kozłowski (Lwów), Kazimierz Maj (Warszawa), Tomasz Malicki (Tarnopol), Bronisław Malik (Lwów), Michał Mendys (Warszawa), ks. Andrzej Moliński (Kraków), Helena Nuzikowska (Lwów), Wacław Piekarski (Stanisławów), Zofia Przybylska (Kraków), Bolesław Salak (Kraków), Władysław Sieńko (Kraków), Mieczysław Boruta-Spiechowicz (Przemyśl), Zdzisław Stroński (Stanisławów), Czesław Studentowicz (Kęty), Józef Topolnicki (Kraków), Bolesław Trzos (Lwów), Władysław Wnęk (Kraków), Mieczysław Ziemnowicz (Lwów), Witold Żyborski (Wiśniowczyk-Podhajce). Ponadto w skład Zarządu Głównego wchodzili wszyscy przewodniczący Zarządów Okręgowych: Edward Brydak (Rzeszów), Wawrzyniec Chamuła (Kołomyja), Walenty Cyło (Nowy Sącz), i Witold Gąsiorowski (Brzeszcze), Henryk Orliński (Tarnopol), Leon Ziobrowski (Stanisławów). Wybrana również na zjeździe Rada Nadzorcza składała się z: prezesa Kazimierza Kumanieckiego, wiceprezesa Wacława Drojanowskiego, sekretarza Edwarda Kosteckiego oraz członków: Władysława Belinę-Prażmowskiego, Pauliny Dadlezowej, Wawrzyńca Dayczaka, Józefa Gregera i Artura Potockiego.
Organami prasowymi Towarzystwa były w latach 1901–1906 „Miesięcznik Towarzystwa Szkoły Ludowej”, a następnie w l. 1907–1914 i 1917-1939 „Przewodnik Oświatowy”.

## Działalność

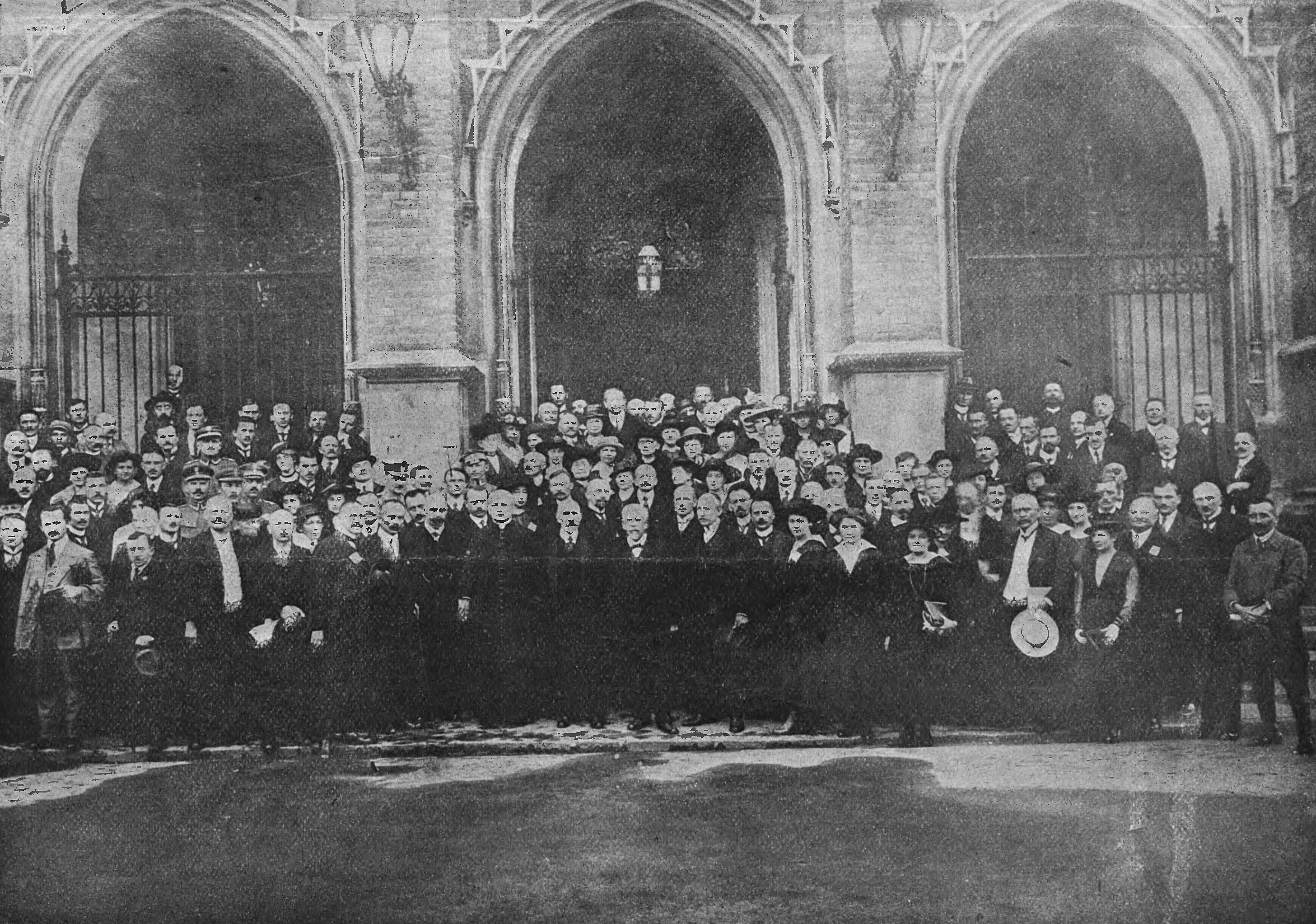
Zjazd TSL przy gmachu UJ (1919)

Działalność Towarzystwa w tym okresie koncentrowała się na terenie Galicji, Śląska Cieszyńskiego i Bukowiny, ale jego prace prowadzono także wśród ludności polskiej zamieszkującej inne kraje monarchii habsburskiej jak Morawy (Dom Polski w Ostrawie), Austria Dolna. W latach 1891–1918. TSL zakładało i utrzymywało szkoły elementarne i średnie, szkoły zawodowe, seminaria nauczycielskie, kursy dokształcające, bursy i ochronki; szerzyło oświatę wśród dorosłych: organizowało domy ludowe, biblioteki, czytelnie i kursy dla analfabetów, wydawało i rozpowszechniało wśród ludu popularną literaturę, organizowało wiejskie koła śpiewacze i teatry amatorskie. Pierwszą szkołę TSL otwarto w 1894 roku w Ulicku Seredkiewicz. Towarzystwo Szkoły Ludowej w 1913 roku prowadziło 435 szkół ludowych (głównie na wsi), 117 kursów dla analfabetów, 55 kursów przemysłowych, 20 burs, 79 domów ludowych, 2520 czytelni, wypożyczalni i bibliotek z 409 622 książkami. Przeprowadzono także 7388 odczytów i pogadanek. W 1911 prowadziło także 24 ochronki dla dzieci, z czego 18 na terenie Galicji. Ważną część działalności stanowiło obchodzenie rocznic i świąt narodowych, m.in. w 50. rocznicę powstania styczniowego upamiętniano to wydarzenie masowo stawiając krzyże i pomniki.
W czasie I wojny światowej działalność Towarzystwa osłabła i skupiała się przede wszystkim na zakładaniu „bibliotek wojennych” (do 1916 powstało ich 675), odbudowie szkół, organizowaniu nowych kół TSL oraz szkół w Kongresówce, które zaopatrywano w mapy, książki i inne pomoce. TSL pomagało także w zapewnieniu im nauczycieli.
Po 1918 r. Towarzystwo prowadziło głównie swoją działalność w południowo-wschodnich województwach II RP. Koncentrowano się na oświacie pozaszkolnej (m.in. niedzielne uniwersytety ludowe); w latach 30. odegrało ważną rolę na wschodnich kresach II Rzeczypospolitej, przyczyniając się do kultywowania kultury polskiej i propagując zarazem postawy wolne od nacjonalizmu; Towarzystwo nadal posiadało własne szkoły a ich liczba pomału rosła, w 1923 szkół utrzymywanych przez TSL było 11, w 1924 -33, w 1925 – 66 (w tym 10 średnich).
|                                   | 1931    | 1932    | 1933    | 1934      | 1935      |
| --------------------------------- | ------- | ------- | ------- | --------- | --------- |
| Biblioteki                        |         |         |         |           |           |
| biblioteki stałe                  | 503     | 476     | 387     | 388       | 439       |
| punkty biblioteczne               | 1 351   | 1 554   | 1 620   | 1 780     | 2 133     |
| książek w bibliotekach            | 598 440 | 497 839 | 508 959 | 545 648   | 598 157   |
| czytelników                       | 32 140  | 34 597  | 46 876  | 51 151    | 46 418    |
| wypożyczeń książek                | 968 983 | 999 769 | 980 075 | 1 100 879 | 1 144 386 |
| Inne prace oświatowe              |         |         |         |           |           |
| odczyty, pogadanki                | 6 262   | 9 942   | 11 084  | 12 793    | 11 962    |
| obchody narodowe                  | 1 691   | 2 092   | 2 944   | 3 059     | 3 439     |
| przedstawienia                    | 1 956   | 2 218   | 2 753   | 2 615     | 2 376     |
| zabawy i festyny                  | 1 225   | 1 351   | 1 852   | 2 138     | 2 152     |
| wycieczki                         | 94      | 108     | 107     | 135       | 126       |
| czasopisma                        | 661     | 1 037   | 1 165   | 1 880     | 2 241     |
| wiece oświatowe                   | 60      | 96      | 154     | 147       | 101       |
| kursy początkowe                  | 132     | 109     | 26      | 37        | 36        |
| kursy ogólnokształcące            | 66      | 115     | 69      | 129       | 154       |
| kursy dla pracowników             | 25      | 25      | 16      | 12        | 16        |
| opieka nad dzieckiem, szkolnictwo |         |         |         |           |           |
| półkolonie                        | –       | –       | 10      | 97        | 305       |
| dzieci na półkoloniach            | –       | –       | 498     | 3 514     | 12 668    |
| przedszkola                       | 40      | 39      | 46      | 52        | 48        |
| szkoły powszechne                 | 7       | 7       | 6       | 5         | 11        |
| inne szkoły TSL                   | 15      | 13      | 15      | 10        | 11        |
| bursy                             | 19      | 18      | 16      | 13        | 11        |

## Darowizny na rzecz Towarzystwa
- Współzałożycielem, a następnie honorowym dożywotnim prezesem TSL był Ernest Tytus Bandrowski (1853–1920), profesor chemii organicznej na Uniwersytecie Jagiellońskim, dyrektor krakowskiej Szkoły Przemysłowej, współzałożyciel dziennika „Reforma” (później „Nowa Reforma”), radny, a następnie wiceprezydent Krakowa, poseł do Sejmu Galicyjskiego, gdzie przewodniczył sekcji szkolnej. Dzięki niemu powstało ok. 500 szkół powszechnych różnych typów, które przyczyniły się wydatnie do podniesienia poziomu oświaty w zaborze austriackim. Na cele Towarzystwa Szkoły Ludowej przekazał Bandrowski jedną czwartą swojego majątku[31].
- Erazm Jerzmanowski w 1893 roku przekazał na fundusz Towarzystwa 20 000 koron[32]. Na budowę szkoły w Ulicku Seredkiewicz (pow. Rawa Ruska) dał 2000 koron, na zakup gruntu pod szkołę w Białej 4000 koron, a na wydawanie pisma dla ludu „Polski Lud” 1000 koron[33].
- W 1916 roku Edmund Klemensiewicz w swoim testamencie zapisał Towarzystwu 2-piętrowy dom przy ul. św. Anny 5[34]. T.S.L. miało wejść w posiadanie budynku rok po śmierci testatora, a w przypadku sprzedaży przekazać gminie 50 000 koron na fundusz im. Amalii i Edmunda Klemensiewiczów wspierający dzieci w ochronkach[34].
- Dar grunwaldzki. Powstanie projektu zbierania pieniędzy na dar grunwaldzki wiąże się bezpośrednio z akcją zapoczątkowaną w 1909 roku Petera Roseggera, który umieścił w NeuesWienerTageblatt apel, aby wpłacać pieniądze na szkoły niemieckie na "kresowych ziemiach polskich"[35][36]. W odpowiedzi mieszkający w Krakowie Bronisław Schwanitz-Szwantowski 5 maja 1909 roku przekazał Towarzystwu Szkoły Ludowej na utrzymanie kresowych szkół polskich listy zastawne Banku Krajowego o wartości 2 tysięcy koron[37]. Do akcji przyłączyli się profesorowie: Ksawery Lewkowicz, Bujwid, a Adolf Cieński "zobowiązał się wpłacić do dyspozycji Towarzystwa Szkoły Ludowej na budowę lub wspieranie szkół polskich na kresach sumę 2 000 koron, jeśli zostanie w ciągu lat pięciu z tem samem przeznaczeniem pięćset razy subskrybowana, tak, że powstanie kapitał miljona koron"[38].  Do końca 1909 roku zadeklarowano 1 198 642 korony, w 1910 było już 1 514 232, a do 15 kwietnia 1914 1 656 842 korony[39]. Gorzej było z wpłatami, do 15 kwietnia 1914 roku wpłacono 1 065 067 koron[39]. Zarząd Główny 60% daru przeznaczył na kresy zachodnie, a pozostałe 40% na wschodnie[39]. W ramach tych pieniędzy zbudowano między innymi gimnazjum realne i seminarium nauczycielskie w Białej, rozbudowano inne szkoły, także na Śląsku Cieszyńskim (wspólnie z Macierzą Szkolną Śląska Cieszyńskiego)[39]. Na wschodzie zakupiono grunt pod szkoły, wyposażenie i opłacano ich utrzymanie. Do końca 1913 roku powstało 378 polskich klas, a w gminach w których było ponad 40 polskich dzieci budowano budynki szkolne[39]. Do 1 maja 1914 roku kupiono grunt pod budowę 60 szkół i zbudowano 52 budynki[39]. Do 31 maja 1914 roku na szkoły na kresach wschodnich wydano 344 532 korony[39]. Wsparciem dla daru grunwaldzkiego był fundusz budowy szkól na kresach, który powstał we Lwowie w kwietniu 1914 roku[39]
- Dar Narodowy Trzeciego Maja W 1900 roku powstaje nowy fundusz. Zbiórka była organizowana corocznie w rocznicę uchwalenia Konstytucji. Podstawą istnienia daru było hasło „po groszu, lecz wszyscy”[40]

## Rozwiązanie Towarzystwa
Organizacja istniała do 1 sierpnia 1940 r., kiedy to zarządzeniem niemieckich władz okupacyjnych zlikwidowano wszystkie polskie fundacje i stowarzyszenia działające na terenie Generalnego Gubernatorstwa.

## Źródła do historii Towarzystwa Szkoły Ludowej
- zespół Towarzystwo Szkoły Ludowej Zarząd Główny w Krakowie 1892 – 1940, Narodowe Archiwum Państwowe w Krakowie, sygn. 29/569/0
- Pierwsze dziesięciolecie Towarzystwa Szkoły Ludowej pod względem finansowym (1892−1902), oprac. P. Ciompa, Kraków 1904
- Marian Stępowski, Towarzystwo Szkoły Ludowej. Jak powstało, co zrobiło i do czego dąży (1891-1911). W 20-tą rocznicę powstania Towarzystwa, Kraków 1911, Tarnowska Biblioteka Cyfrowa wersja elektroniczna
- Irena Kosmowska, Towarzystwo Szkoły Ludowej w Galicji, Warszawa 1917, Śląska Biblioteka Cyfrowa – wersja elektroniczna
- Wincenty Sikora,Towarzystwo Szkoły Ludowej w Krakowie w latach 1891–1928. Krótki rys działalności. Ilustrowany przewodnik dla zwiedzających dział TSL w pawilonie instytucji kulturalno-oświatowych na Powszechnej Wystawie Kraj. w Poznaniu w roku 1929, Kraków 1929; Wielkopolska Biblioteka Cyfrowa – wersja elektroniczna
- Sprawozdanie z działalności Towarzystwa Szkoły Ludowej za rok 1908, Kraków 1909, Podkarpacka Biblioteka Cyfrowa – wersja elektroniczna
- Sprawozdanie z działalności Towarzystwa Szkoły Ludowej za rok 1910, Kraków 1911, Podkarpacka Biblioteka Cyfrowa – wersja elektroniczna
- Sprawozdanie z działalności Towarzystwa Szkoły Ludowej za rok 1911, Kraków 1912,Tarnowska Biblioteka Cyfrowa – wersja elektroniczna
- Sprawozdanie z działalności Towarzystwa Szkoły Ludowej za rok 1912, Kraków 1913, Jagiellońska Biblioteka Cyfrowa – wersja elektroniczna
- Sprawozdanie z działalności Towarzystwa Szkoły Ludowej za rok 1913, Kraków 1914, Tarnowska Biblioteka Cyfrowa – wersja elektroniczna
- Sprawozdanie Zarządu Głównego Towarzystwa Szkoły Ludowej za lata 1914 i 1915, Kraków 1916, Tarnowska Biblioteka Cyfrowa – wersja elektroniczna
- Sprawozdanie Zarządu Głównego Towarzystwa Szkoły Ludowej za rok 1916, Kraków 1917, Tarnowska Biblioteka Cyfrowa – wersja elektroniczna
- Sprawozdanie Zarządu Głównego T.S. L. z działalności Towarzystwa Szkoły Ludowej za rok 1924, Kraków 1925, Podkarpacka Biblioteka Cyfrowa – wersja elektroniczna
- Sprawozdanie Zarządu Głównego T.S. L. z działalności Towarzystwa Szkoły Ludowej za rok 1925, Kraków 1926, Podkarpacka Biblioteka Cyfrowa – wersja elektroniczna
- Sprawozdanie Zarządu Głównego T.S. L. z działalności Towarzystwa Szkoły Ludowej za rok 1928, Kraków 1929, Podkarpacka Biblioteka Cyfrowa – wersja elektroniczna
- Sprawozdanie Zarządu Głównego T.S. L. z działalności Towarzystwa Szkoły Ludowej za rok 1931, Kraków 1932, Podkarpacka Biblioteka Cyfrowa – wersja elektroniczna
- Sprawozdanie Zarządu Głównego T.S. L. z działalności Towarzystwa Szkoły Ludowej za rok 1933, Kraków 1934, Podkarpacka Biblioteka Cyfrowa – wersja elektroniczna
- Sprawozdanie Zarządu Głównego T.S. L. z działalności Towarzystwa Szkoły Ludowej za rok 1935, Kraków 1936, Podkarpacka Biblioteka Cyfrowa – wersja elektroniczna